# تشوكويكاماتا
تشوكويكاماتا (بالإسبانية: Chuquicamata ويُطلق عليه أيضًا اسم Chuqui) هو أحد أكبر وأعمق مناجم التعدين السطحي للنحاس في العالم. يقع في شمال تشيلي، وتحديدًا في إقليم أنتوفاغاستا، على بعد 215 كيلومتر شمال شرق أنتوفاغاستا و 1,240 كيلومتر شمال العاصمة سانتياغو. كما يقع على ارتفاع 2,850 متر فوق مستوى سطح البحر.
يبلغ عمق المنجم 850 متر، مما يجعله ثاني أعمق منجم مفتوح في العالم (بعد منجم بينغهام كانيون في ولاية يوتا، الولايات المتحدة)، كما يضم أكبر إجمالي إنتاج للنحاس في العالم.

## تاريخ
تم البدء بأعمال التعدين في هذا المنجم في عام 1882، ولقد أُنشئت مرافق التعويم والصهر في عام 1952، وقد توسعت مرافق التكرير في عام 1968، مما جعل إنتاج النحاس السنوي 500,000 طن ممكنًا في أواخر السبعينات من القرن العشرين. تعود ملكيّة المنجم وتشغيله لشركة كوديلكو، وهي مؤسسة وطنيّة تابعة للدولة التشيلية منذ تأميم النحاس في أواخر الستينات وأوائل السبعينات من القرن العشرين.

## أعلام
- إدواردو روبيو

## وصلات خارجية
- صور ثلاثية الأبعاد لتشوكويكاماتا نسخة محفوظة 14 ديسمبر 2021 على موقع واي باك مشين.
- معلومات عن تشوكويكاماتا في تشيلي
- فلم وثائقي عن بلدة ومنجم تشوكويكاماتا